# Săveni
Săveni ist eine Kleinstadt im Kreis Botoșani in Rumänien. 

## Lage
Săveni liegt in der Moldau-Tiefebene (Câmpia Moldovei), im Tal des Flusses Bașeu, eines rechten Zuflusses des Pruth. Die Kreishauptstadt Botoșani befindet sich etwa 30 km südwestlich. 

## Geschichte
Săveni wurde 1546 – zur Regierungszeit des moldauischen Fürsten Petru Rareș – erstmals urkundlich erwähnt. Die Existenz des heute eingemeindeten Ortes Bozieni ist bereits seit 1432 belegt. Etwa im 18. Jahrhundert siedelten sich zahlreiche Juden an. 1818 erhielt Săveni das Marktrecht, 1859 wurde es ein lokales Verwaltungszentrum, 1950 Gemeindesitz. Seit 1968 ist Săveni eine Stadt.
Die wichtigsten Wirtschaftszweige sind die Landwirtschaft, die Lebensmittel-, die Textil- und die Bauindustrie.

## Bevölkerung
1930 wohnten in der Stadt ca. 5000 Personen, von denen etwa ein Drittel jüdischen, die übrigen anderen Glaubens waren. Bei der Volkszählung 2002 wurden in Săveni 8145 Einwohner registriert, darunter 7981 Rumänen, 155 Roma und 4 Menschen jüdischen Glaubens. 2011 waren unter den 6999 Einwohner, 6424 Rumänen, 183 Roma und restliche ohne ethnische Angaben.

## Verkehr
Săveni besitzt keinen Bahnanschluss. Mehrmals täglich bestehen Busverbindungen nach Iași. Durch die Stadt verläuft die Nationalstraße Drum național 29 von Suceava nach Manoleasa.

## Sehenswürdigkeiten
- Historisches und Archäologisches Museum